# Asanuma Suguru
Asanuma Suguru (浅沼 優瑠 Asanuma Suguru, sinh ngày 12 tháng 4 năm 1992) là một cầu thủ bóng đá người Nhật Bản. Anh thi đấu cho YSCC Yokohama.

## Thống kê câu lạc bộ
Cập nhật đến ngày 23 tháng 2 năm 2018.
| Thành tích câu lạc bộ | Thành tích câu lạc bộ | Thành tích câu lạc bộ | Giải vô địch | Giải vô địch | Cúp                   | Cúp                   | Tổng cộng | Tổng cộng |
| Mùa giải              | Câu lạc bộ            | Giải vô địch          | Số trận      | Bàn thắng    | Số trận               | Bàn thắng             | Số trận   | Bàn thắng |
| Nhật Bản              | Nhật Bản              | Nhật Bản              | Giải vô địch | Giải vô địch | Cúp Hoàng đế Nhật Bản | Cúp Hoàng đế Nhật Bản | Tổng cộng | Tổng cộng |
| --------------------- | --------------------- | --------------------- | ------------ | ------------ | --------------------- | --------------------- | --------- | --------- |
| 2015                  | YSCC Yokohama         | J3 League             | 0            | 0            | –                     | –                     | 0         | 0         |
| 2016                  | YSCC Yokohama         | J3 League             | 6            | 0            | –                     | –                     | 6         | 0         |
| 2017                  | YSCC Yokohama         | J3 League             | 23           | 0            | 1                     | 0                     | 24        | 0         |
| Tổng                  | Tổng                  | Tổng                  | 29           | 0            | 1                     | 0                     | 30        | 0         |